# Юозас Бальчіконіс
Юозас Бальчіконіс (Юозас Францевич Бальчіконіс; лит. Juozas Balčikonis; 25 березня 1885, с. Еришкяй Паневежиського району — 5 лютого 1969, Вільнюс) — литовський мовознавець, академік Академії наук Литви (1946), дослідник і стандартизатор литовської мови, один із укладачів академічного багатотомного «Словника литовської мови» (1941—1962). Колектив укладачів даного словника (серед авторів був і Юозас Бальчіконіс), стояв біля витоків створення Інституту литовської мови.

## Біографія
У 1905 році Юозас закінчив реальну гімназію в Паневежисі, вищу освіту в 1911 році здобув у Санкт-Петербурзькому державному університеті. Після закінчення навчання працював у редакціях литовських газет у Вільнюсі та викладав у школах.
У 1918-1920 роках був директором Паневежиської гімназії, в 1920-1924 роках — директором Паневежиської учительської семінарії. У 1924-1931 роках викладав у Литовському університеті (який з 1930 року носив ім'я князя Вітовта Великого) в Каунасі. У 1944-1960 роках працював у Вільнюському державному університеті, в 1944-1950 роках завідував в даному навчальному закладі кафедрою литовської мови. З 1944 року — професор, з 1946-го — член Академії наук Литви.
Похований у рідному селі в Паневежиському районі.

## Пам'ять

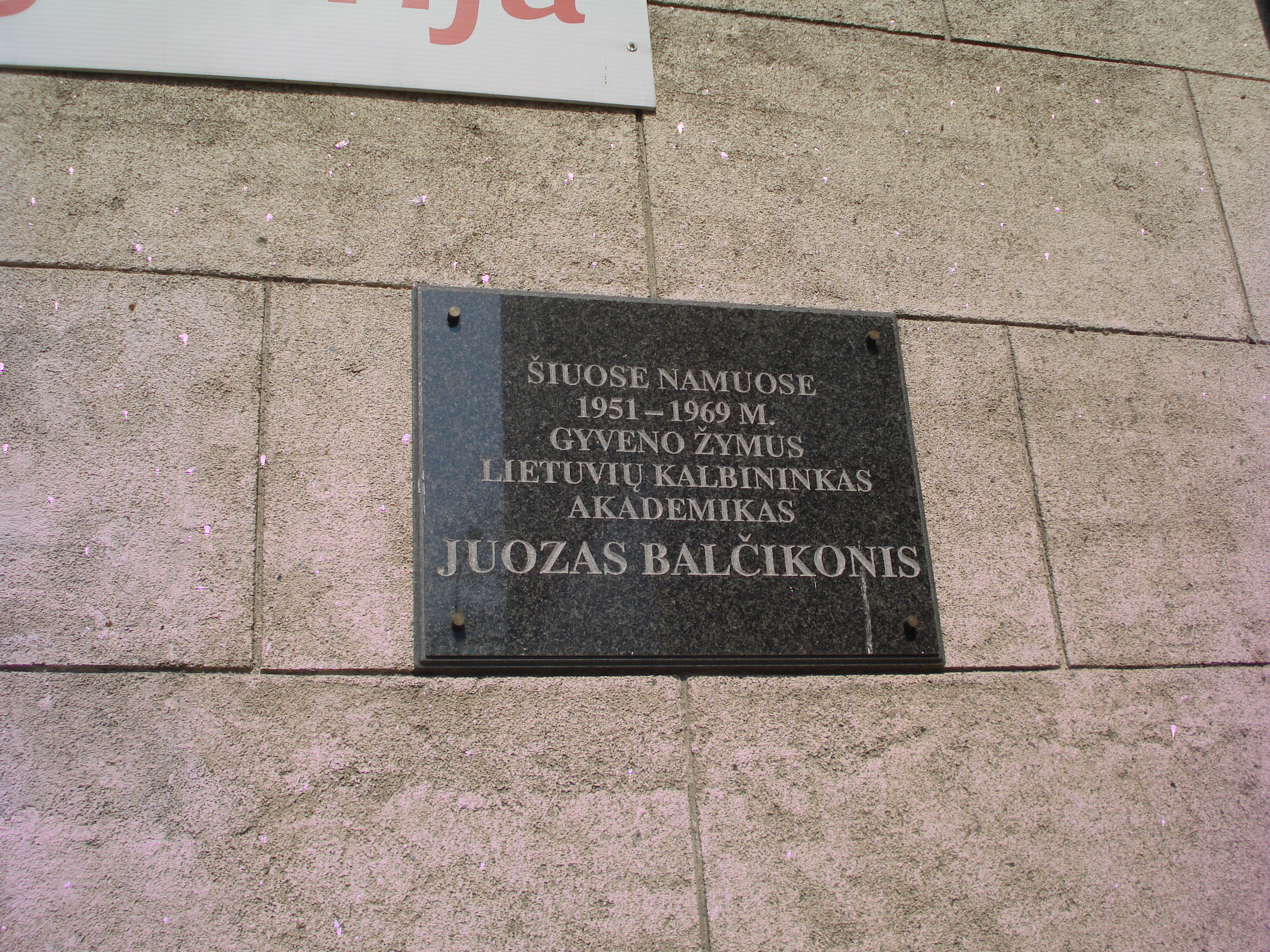
Меморіальна табличка на фасаді будинку к Вільнюсі, де проживав Юозас Бальчіконіс

Ім'я Юозаса Бальчіконіса носить гімназія в Паневежисі. На фасаді будинку, в якому вчений жив у Вільнюсі в 1951—1969 роках (вулиця Тумо-Вайжганто, 9), встановлено меморіальну табличку із відповідним написом.

## Основні праці
- Бальчиконис Ю. Названия литовских населенных пунктов, образованных от названий рек и озёр. — Рига : Lingua Posnaniensis, 1959.